# Сорокино (Кичменгско-Городецкий район)
Сорокино — деревня в Кичменгско-Городецком районе Вологодской области.
Входит в состав Кичменгского сельского поселения, с точки зрения административно-территориального деления — в Кичменгский сельсовет.
Расстояние по автодороге до районного центра Кичменгского Городка составляет 3 км, до центра муниципального образования Кичменгского Городка — 3 км. Ближайшие населённые пункты — Решетниково, Торопово, Макарово.
Население по данным переписи 2002 года — 31 человек (17 мужчин, 14 женщин). Всё население — русские.